# CD68
CD68 (кластер дифференцировки 68, макросиалин) — гликопротеин из семейства LAMP. Экспрессирован на поверхности моноцитов и макрофагов и используется в качестве маркёра макрофагов.

## Структура
Зрелый белок CD68, или макросиалин, относится к интегральным трансмембранным белкам, содержит 333 аминокислоты (сигнальный пептид — 21 аминокислота). Содержит домен, объединяющий его в семейство белков LAMP (1, 2 и 3).

## Функции
CD68 играет роль в фагоцитарной активности тканевых макрофагов, как во внутриклеточном лизосомальном метаболизме, так и во внеклеточных взаимодействиях клетка-клетка и клетка-патоген. Связывается с лектинами и селектинами, что позволяет макрофагу заякориваться в определённом участке ткани. Способен быстро рециркулировать между эндосомами и лизосомами. Это позволяет макрофагу передвигаться по селектин-содержащей субстратной поверхности или по поверхности других клеток.

## Тканевая специфичность
Белок экспрессирован на моноцитах крови и тканевых макрофагах. Кроме этого присутствует на лимфоцитах, фибробластах и эндотелиальных клетках. 
Белок широко используется как маркёр макрофагов и опухолевых клеток макрофагального происхождения.

## Роль в патологии
Экспрессия этого белка на клетках опухоли может способствовать их связыванию с селектинами сосудистого эндотелия и распространению по организму.

## См.также
- LAMP1